# Mesochorus pieridicola
Mesochorus pieridicola là một loài tò vò trong họ Ichneumonidae.